# Evangelische Kirche Espa

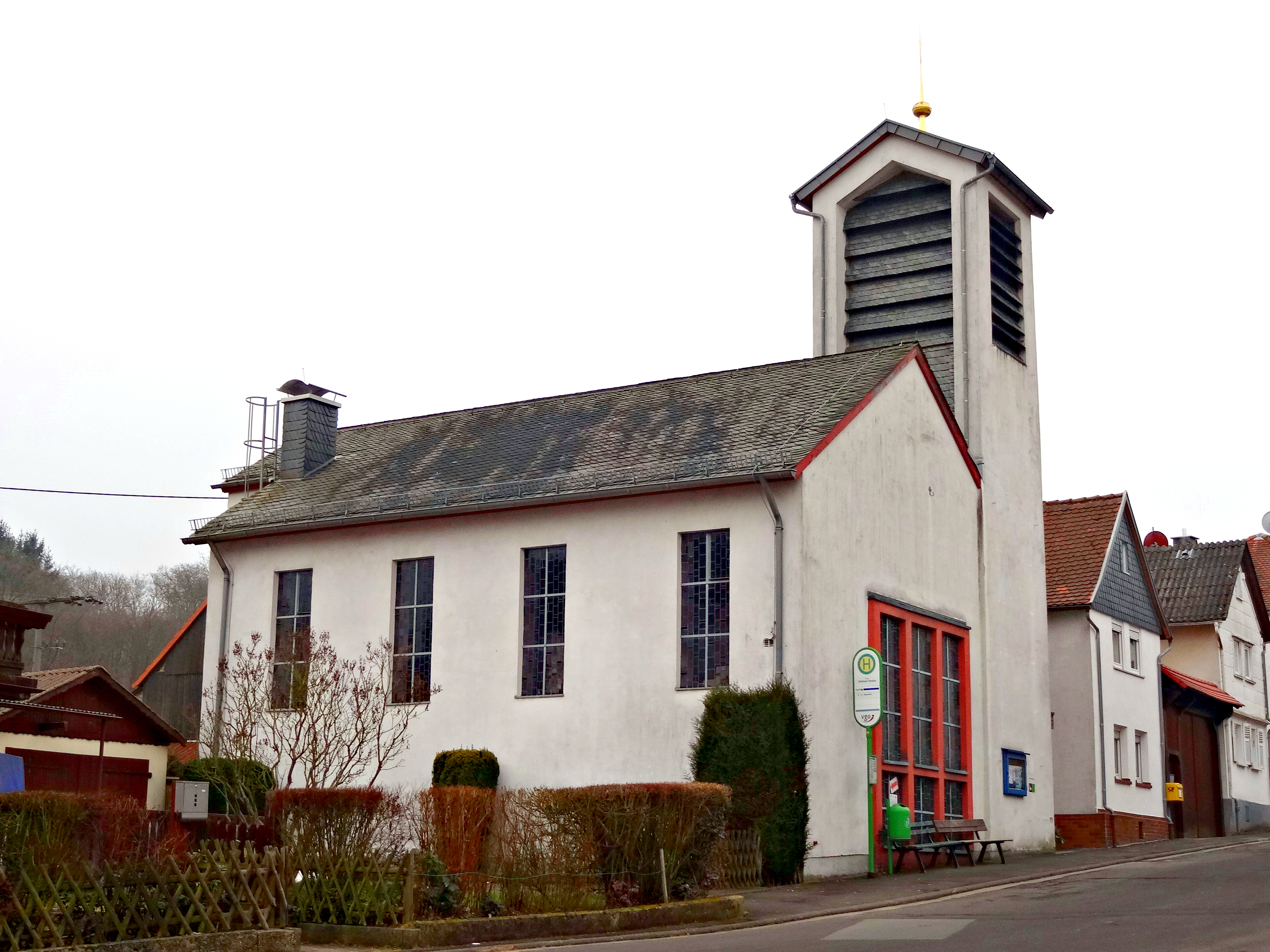
Kirche von Nordwesten

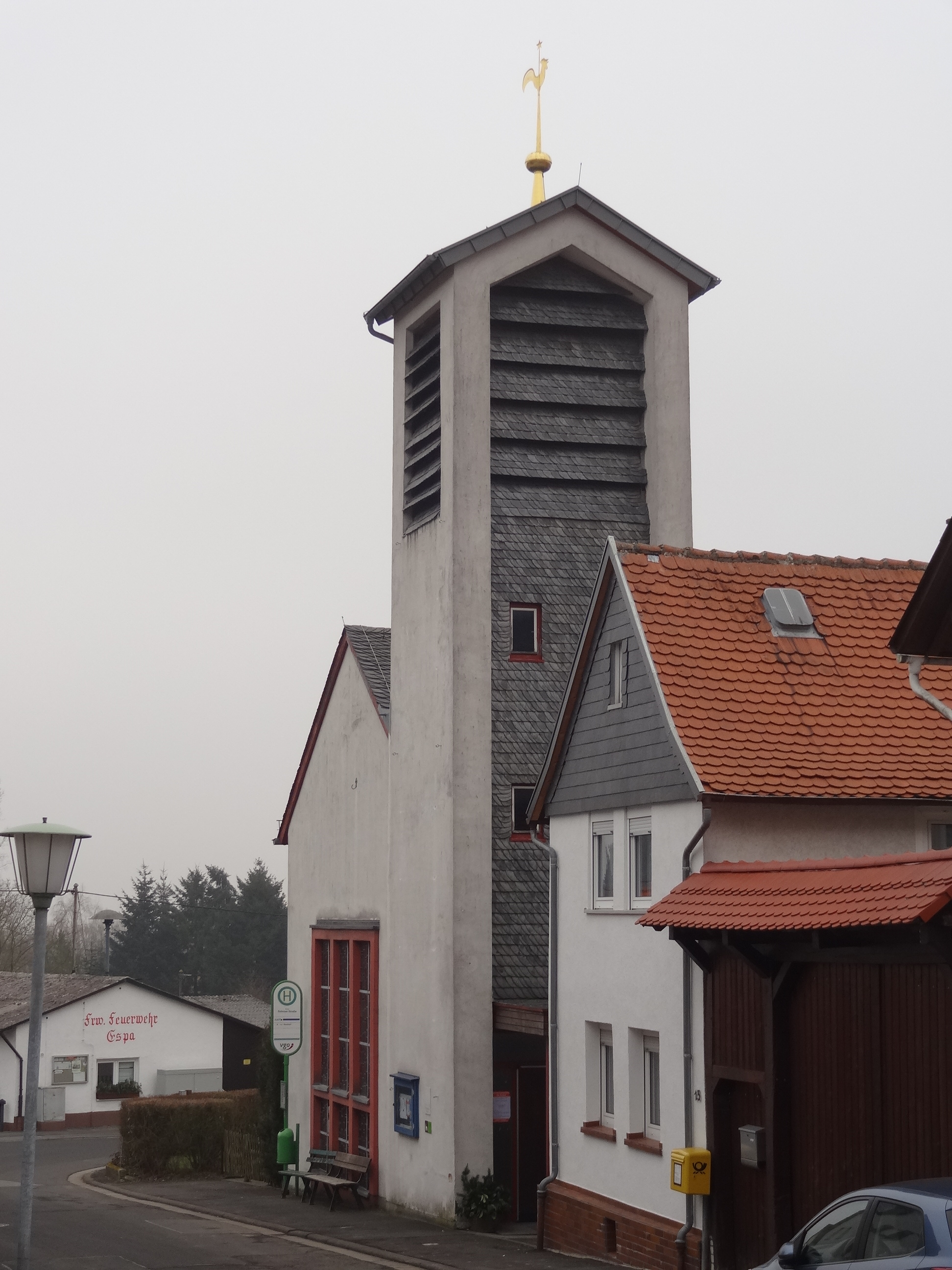
Kirche von Südwesten

Die Evangelische Kirche Espa in Espa, einem Ortsteil der hessischen Gemeinde Langgöns, entstand 1964.

## Geschichte
Das Gotteshaus ist bereits die dritte Kirche am selben Standort. Die beiden Vorgängerkirchen wurden 1737 und 1892 errichtet und waren beide mit der Schule verbunden. Über dem Betsaal im Erdgeschoss diente das Obergeschoss als Schule. In den 1950ern wurde der zweite Kirchenbau in der Bausubstanz marode, sodass der Ort 1960 an der Stelle des heutigen Bürgerhauses eine neue Schule erhielt. Auf den Grundmauern der alten Kirche entstand ein sachlich funktionales Kirchengebäude.
Ursprünglich war Espa bei Oberkleen oder Hausen eingepfarrt. Im Jahr 1821 wurde Espa mit der Cleeberg und Weiperfelden zu einer Kirchengemeinde zusammengeschlossen. Heute sind Cleeberg und Espa pfarramtlich verbunden. Die Kirchengemeinde Espa umfasst etwa 320 evangelische Mitglieder (Stand: 2014) und gehört zum Dekanat Wetterau in der Propstei Oberhessen in der Evangelischen Kirche in Hessen und Nassau.

## Architektur
Die geostete Saalkirche ist am östlichen Ortsrand in Hanglage errichtet. Sie hat einen eingezogenen, querrechteckigen Ostabschluss. Das Kirchenschiff wird von einem flachen Satteldach bedeckt. Der Chor wird an der Süd- und Nordseite durch hochrechteckige, bunte Bleiglasfenster, das Schiff an der Nordseite durch vier, an der Südseite durch drei hochsitzende rechteckige Fenster belichtet. Die Südseite hat in der unteren Zone zudem fünf kleine quadratische Fenster für die Gemeinderäume im Untergeschoss. Die Ostseite ist fensterlos. An der westlichen Straßenfront ist eine große dreibahnige Fensterfront eingelassen, die bis zum Sockel hinabreicht. An der Südwestecke ist ein schlanker Glockenturm mit flachem Satteldach in das Schiff eingebunden, der nach allen vier Seiten Schallöffnungen hat und der an der Südseite verschiefert ist. Er wird von einem vergoldeten Knauf mit Wetterhahn bekrönt. Durch den rechteckigen Südeingang im Turm mit schlichtem Vordach wird die Kirche erschlossen.

## Ausstattung

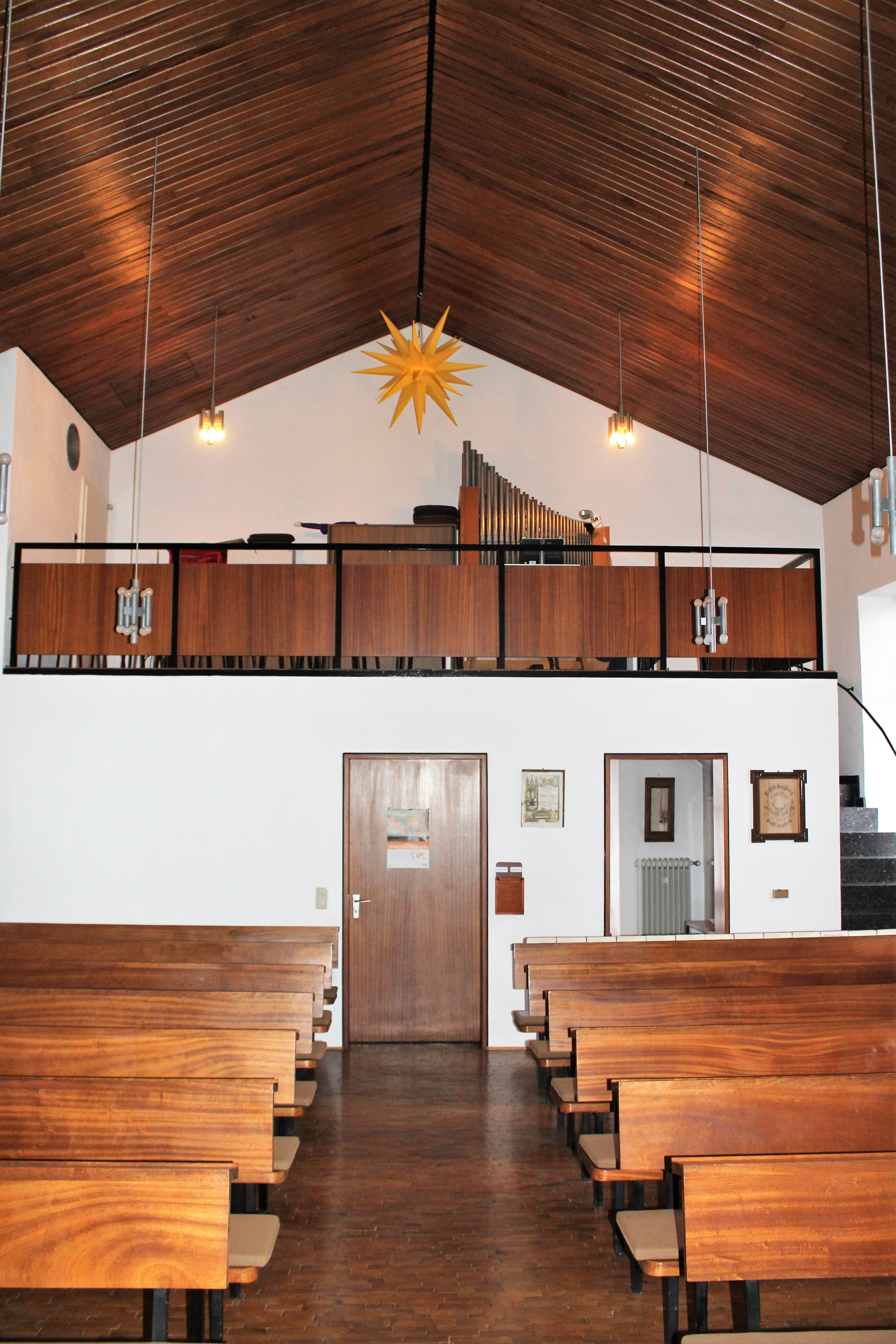
Blick Richtung Westen

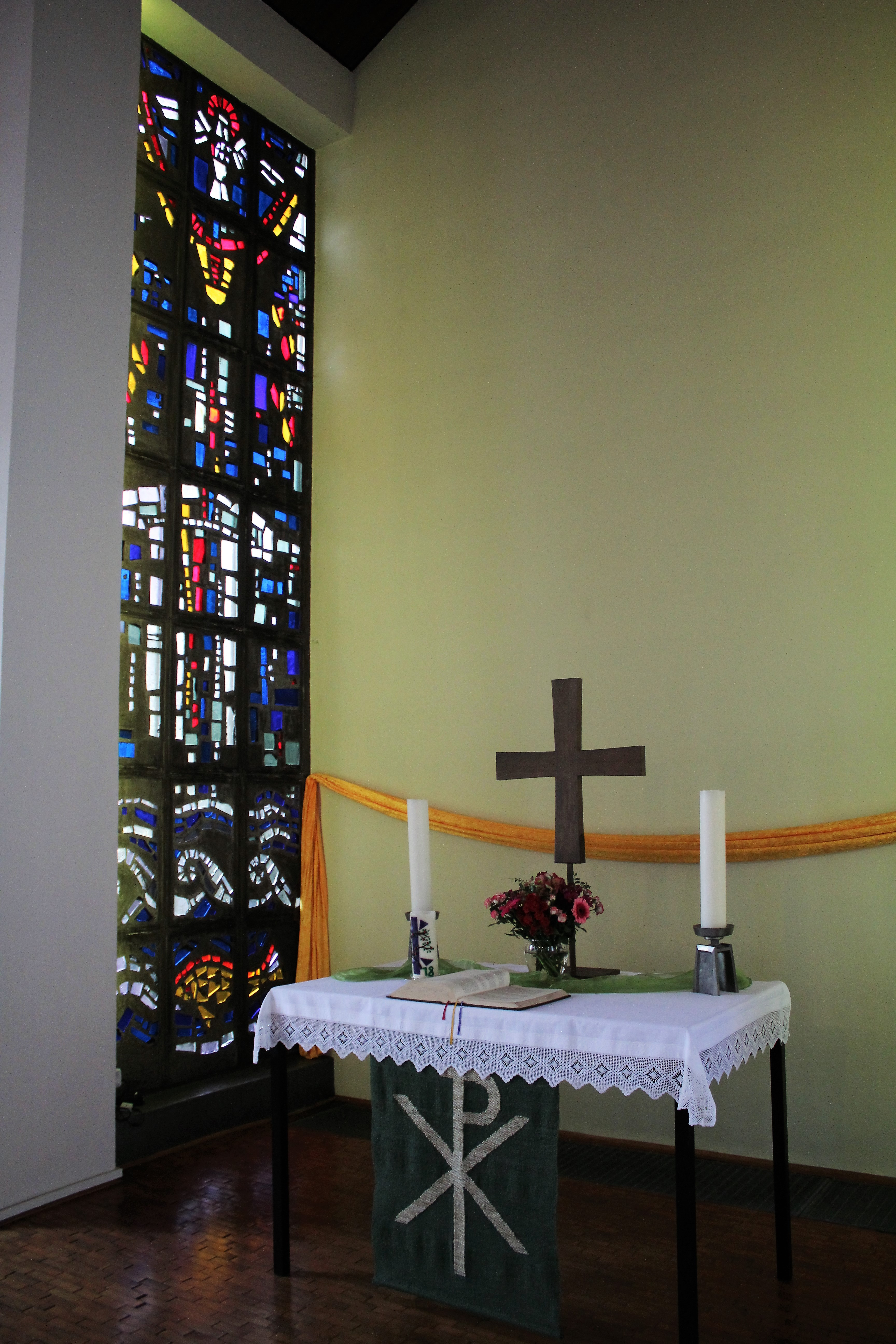
Altarbereich

Das Innere ist schlicht und funktional eingerichtet. Der Innenraum wird durch eine holzverkleidete Spitzdecke abgeschlossen. Im Nordwesten ist der Bereich unterhalb der Empore für das Foyer und einen Nebenraum abgetrennt. Eine steinerne Treppe im Südwesten ermöglicht den Aufgang zur Empore, die als Aufstellung für die Orgel dient. Die Brüstung aus eisernen Vierkantrohren mit Holzplatten findet ihre Entsprechung in der Konstruktion der Kirchenbänke, die einen Mittelgang freilassen. Auch die liturgischen Ausstattungsstücke sind aus Vierkantrohren mit Holz gestaltet.
Der liturgische Bereich im und vor dem Chorraum ist gegenüber dem Schiff um eine Stufe erhöht. Als Altar dient ein schlichter Tisch mit einem Altarkreuz, der auf der südlichen Seite von einem Pult und an der nördlichen Seite von einem Taufbecken flankiert wird, die aus Vierkantrohren mit Holz gefertigt sind.

## Orgel

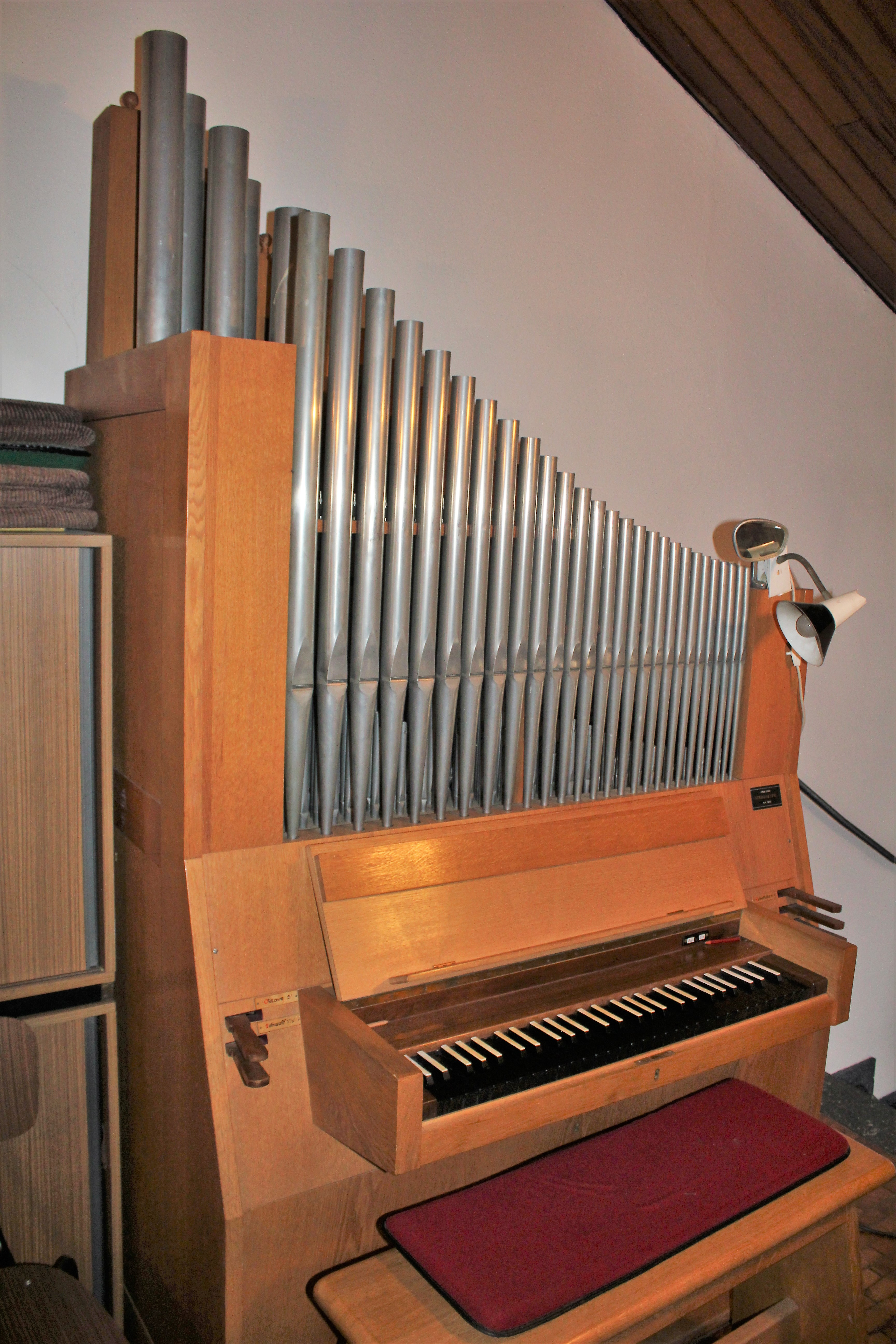
Steinmeyer-Orgel

Im Jahr 1965 wurde eine Orgelpositiv (Modell C) der Firma G. F. Steinmeyer & Co. angeschafft, das als opus 2060 im Jahr 1963 gebaut worden war. Das Instrument verfügt über fünf Register auf einem Manual ohne Pedal. Die Disposition lautet wie folgt:
| I Manual C–g3  |       |
| Gedeckt        | 8′    |
| Prinzipal      | 4′    |
| Rohrflöte      | 4′    |
| Oktave         | 2′    |
| Scharff II–III | 1 ⁄3′ |